# BNXT Supercup 2022
De wedstrijd om de BNXT Supercup op 17 september 2022 was de tweede editie van de Supercup in het gecombineerde Belgisch–Nederlandse basketbal. De landskampioen uit België, BC Oostende, nam het op tegen de landskampioen uit Nederland, Heroes Den Bosch. BC Oostende won voor het tweede keer de Supercup door de wedstrijd met 90–82 te winnen.

## Wedstrijd
| 17 september 2022 20.30 Finale BNXT Supercup | BC Oostende                                                                                          | 90–82   | Heroes Den Bosch                                         | COREtec Dôme, Oostende                                                                                              |  |
| 17 september 2022 20.30 Finale BNXT Supercup | Breein Tyree (35) Pierre-Antoine Gillet (8) Dusan Djordjevic (4) en Keye van der Vuurst De Vries (4) | Verslag | Chris-Ebou Ndow (26) Chris-Ebou Ndow (9) Emmett Naar (9) | Kwartstanden: 27–19, 26–11, 21–29, 16–23 Toeschouwers: 1.500 Scheidsrechters: G. Jacobs, T. Dehondt en J. Kisiingha |  |
| 17 september 2022 20.30 Finale BNXT Supercup | |         |                                                          | |  |
|                                              | |         |                                                          | |  |

| Supercup 2022            |
| ------------------------ |
| BC Oostende Tweede titel |